# Avenida Presidente Epitácio Pessoa

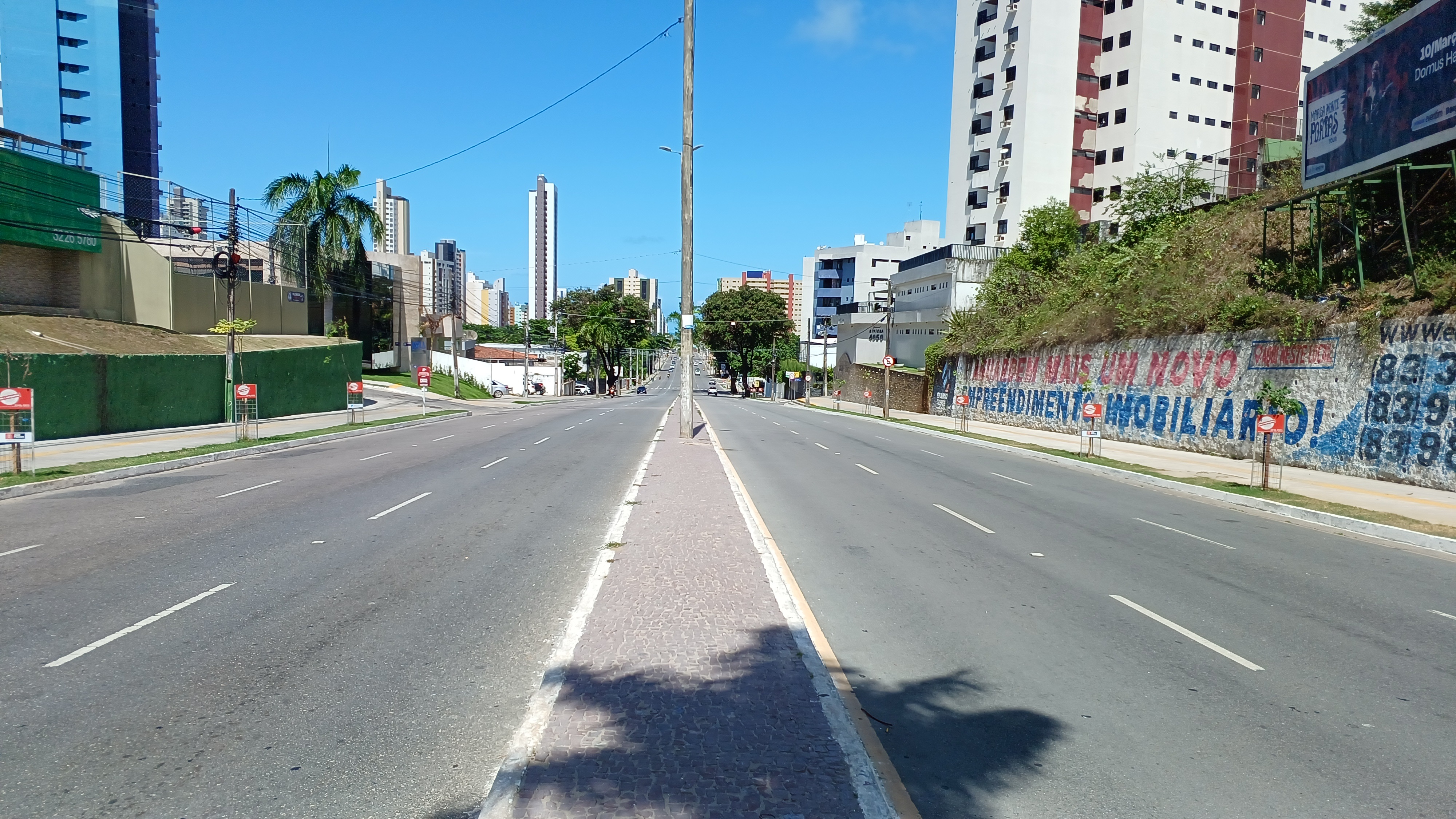
Trecho da avenida no bairro de Miramar

A Avenida Presidente Epitácio Pessoa é a principal avenida de João Pessoa, cidade brasileira no estado da Paraíba.
A avenida, que teve sua construção iniciada no início da década de 1920, tem cerca de cinco quilômetros de extensão, homenageia com seu nome o político paraibano Epitácio Pessoa, o 11.º presidente do Brasil.
A avenida é uma das mais movimentadas da cidade, sendo a principal ligação entre o centro e a orla da capital paraibana, assim como a Ministro José Américo de Almeida (Beira Rio), uma fusão da Getúlio Vargas com a Duarte da Silveira. 